# Локарно
Лока́рно (итал. Locarno, ломб. Locarn, местн. Lucärn, ист. нем. Luggarus) — город на юге Швейцарии. Расположен в италоязычном кантоне Тичино на северном берегу озера Лаго-Маджоре. В настоящее время «сросся» с соседним Муральто. Город известен проводящимся в нём ежегодным кинофестивалем.

## История
Место, где стоит Локарно, было заселено ещё в доисторические времена. Первое письменное известие о поселении датируется 789 годом. С 1342 года — в составе Миланского герцогства; при его распаде в разгар Итальянских войн (1513) взят швейцарцами. 
В XIX веке (до 1878) служил одной из трёх сменяющихся столиц Тичино. После Первой мировой войны здесь состоялась Локарнская конференция, по итогам которой были подписаны Локарнские договоры, определившие статус границ в Европе.

## Достопримечательности
Локарно — крупный бальнеологический курорт, откуда озёрные гондолы возят туристов к подножью альпийских вершин. 
Среди многочисленных церквей особенно славна паломническая обитель Мадонна-дель-Сассо с фреской кисти Брамантино. От замка дома Висконти, известного с XII века, сохранились немногочисленные фрагменты, в которых помещается краеведческий музей. 
Также внимание туристов привлекает многокилометровая модель Солнечной системы в одну миллиардную натуральной величины.

## Транспорт
В Локарно начинается узкоколейная железная дорога Локарно — Домодосолла,также известная как железная дорога Чентовалли (итал. Centovallina)  ведущая в Италию, и проходящая через множество долин. Дорога известна своими мостами и виадуками. В Домодосолле пересадка на железную дорогу через Симплонский тоннель, обеспечивает быстрое сообщение со швейцарским Кантоном Вале.

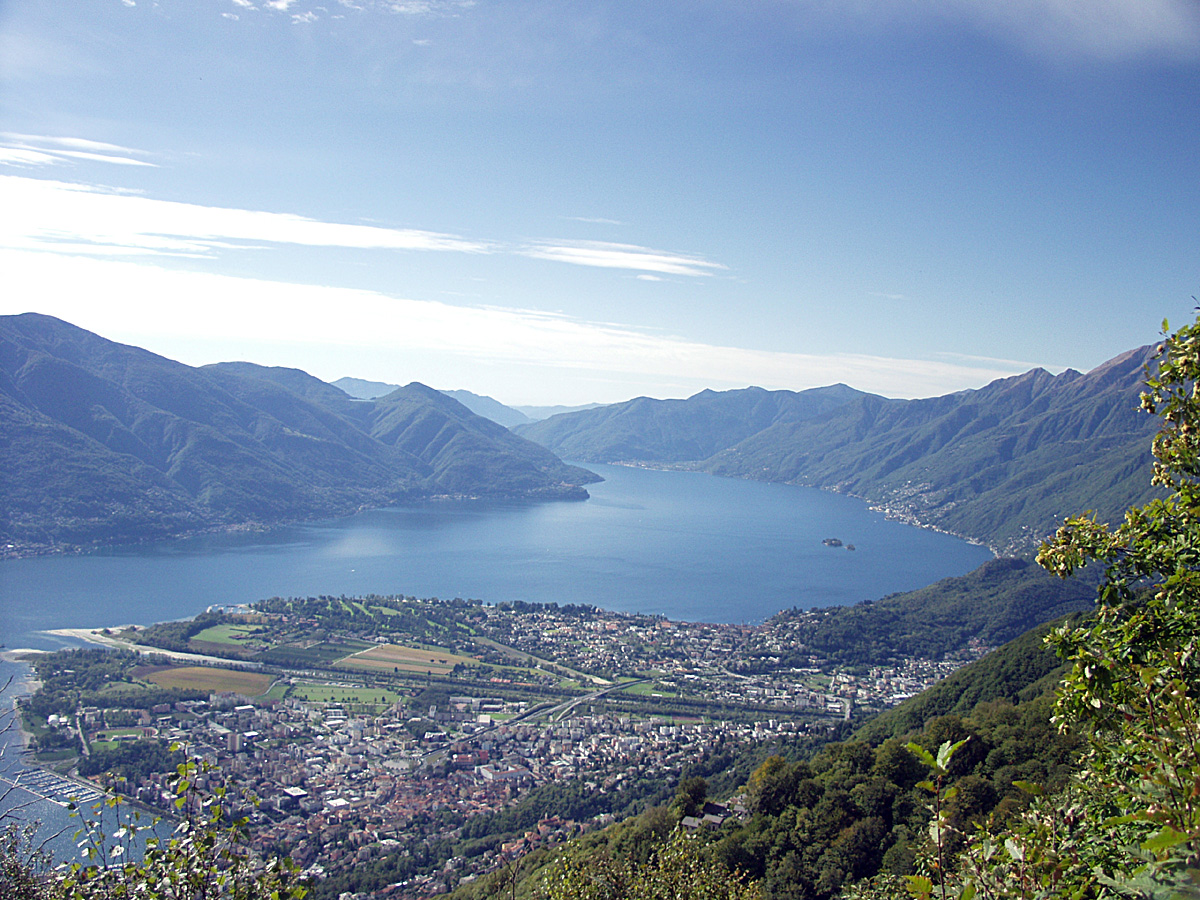
Общий вид города Локарно

## Источник
- Британская энциклопедия